# 국도 제9호선 (핀란드)
국도 제9호선(핀란드어: Valtatie 9, 스웨덴어: Riksväg 9)은 투르쿠와 요엔수 사이를 연결하고 있는 핀란드의 일반 국도로, 총 연장은 663 km이다. 그러나 해당 도로는 핀란드 중부 지역을 이어주고 있는 특색을 두고 있으며, 동쪽으로 건너오면 국경을 건너 러시아와도 맞닿아 있는 것으로 보인다. 그 중에서 쿠오피오에서 투르쿠 사이의 구간은 유럽 고속도로 63호선의 일부를 이룬다.